# Lên đàng
"Lên đàng" (nghĩa gốc: Lên đường) là một bài hát của hai nhạc sĩ Lưu Hữu Phước và Huỳnh Văn Tiểng ra đời vào năm 1944, được phổ biến rộng rãi trong thanh thiếu niên và học sinh và là bài hát chính thức của Hội Liên hiệp Thanh niên Việt Nam. Trước năm 1976, bài hát này là bài hát chính thức của Đoàn Thanh niên Nhân dân cách mạng Hồ Chí Minh.
Bài hát chứa ca từ ca ngợi con người, anh hùng dân tộc kết hợp với nghệ thuật âm nhạc dân gian phù hợp truyền thống đương đại. Lên đàng đã thể hiện được phương châm dân tộc, khoa học và đại chúng trong Đề cương văn hóa Việt Nam năm 1943.
Bài hát có tác dụng mạnh mẽ nhằm kêu gọi lớp tuổi trẻ tham gia cách mạng cứu nước.
Bài hát Lên đàng biểu hiện khí thế hào hùng, là một lời kêu gọi mạnh mẽ như thúc giục thế hệ trẻ tham gia vào giải phóng dân tộc. Đây là một trong những bài hành khúc tiêu biểu của nhạc sĩ Lưu Hữu Phước đã để lại dấu ấn sâu đậm trong nền âm nhạc cách mạng Việt Nam.
Bài hát này cũng được đài PT-TH Bình Dương chọn làm nhạc hiệu mở sóng trên FM 92.5 MHz.

## Lời bài hát
Nào anh em ta! Cùng nhau xông pha lên đàng 
Kiếm nguồn tươi sáng
Ta nguyện đồng lòng điểm tô non sông
Từ nay ra sức anh tài
Đoàn ta chen vai nề chi chông gai, lên đàng
Ta người Việt Nam
Nhìn tương lai huy hoàng
Đoàn ta bước lên đàng
Cùng hiên ngang hát vang.
Nhìn non sông ta! Trời mây bao la muôn đời
Tâm hồn phơi phới
Mau nhìn hoàn cầu khá trông năm châu
Cùng nhau tung chí anh hào
Đoàn ta đi mau lòng trai không nao, lên đàng
Ta người Việt Nam
Nhìn non sông tưng bừng
Đoàn ta hát vang lừng
Nào tung bay chí trai.
Kìa gương trung kiên truyền lưu muôn năm lên đàng
Kết đoàn hùng tráng
Danh lừng Bạch Đằng, tiếng vang Chi Lăng
Đồng tâm noi dấu anh hùng
Ngày xưa ai đem tài cho quê hương bao lần
Khuông phò nhà Nam
Đoàn ta ghi trong lòng
Thề hy sinh anh hùng
Nhìn non sông thẳng xông